# ティーサンドイッチ

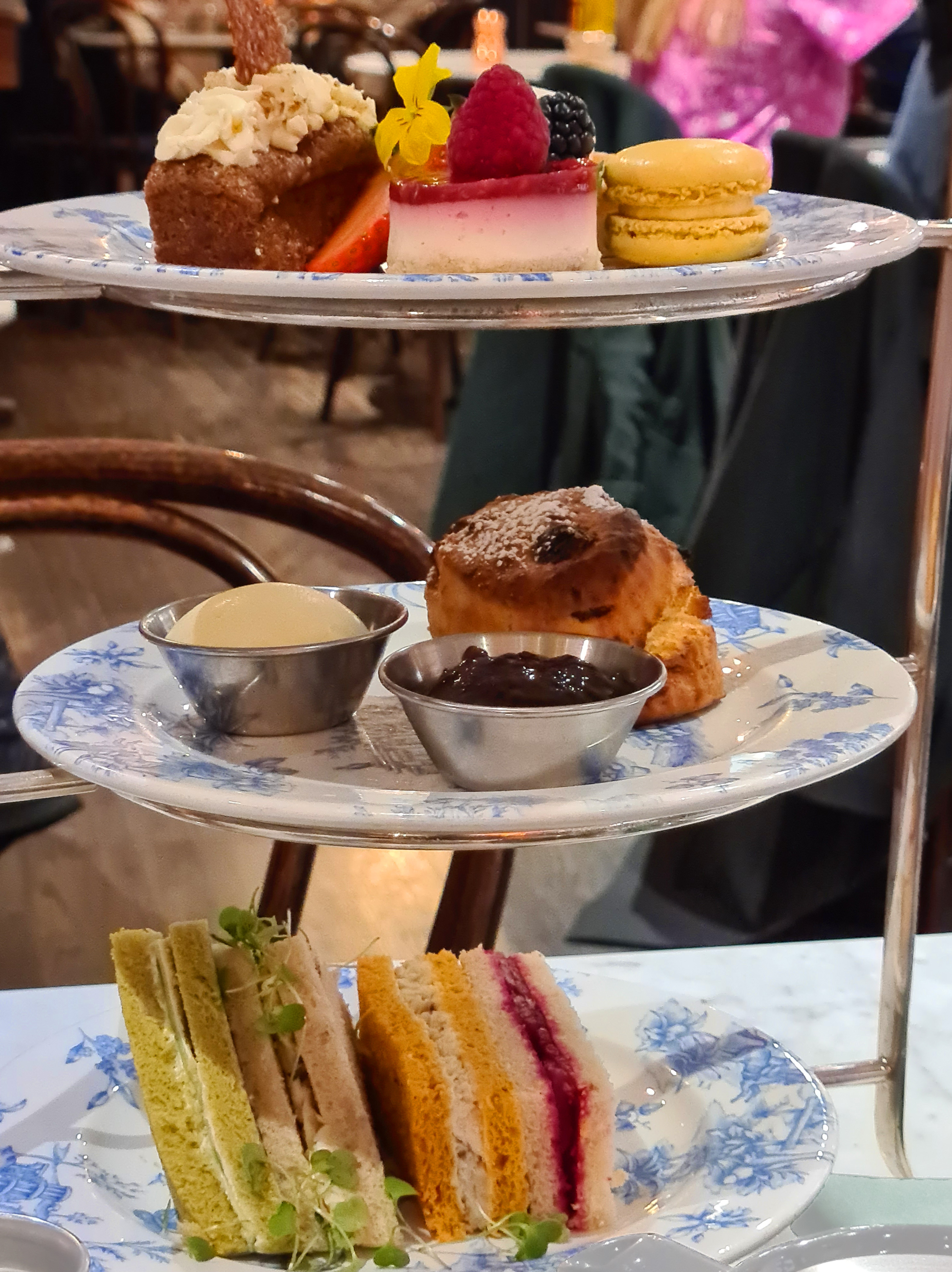
リバティ百貨店（ロンドン）のティースタンド
下段の皿にティーサンドイッチ

ティーサンドイッチ、ティー・サンドイッチ（英語: tea sandwich）は、イギリスのアフタヌーンティーで食される一口サイズにカットされたサンドイッチ。フィンガーサンドイッチ（finger sandwich）とも呼ばれる。紅茶（ティー）を具材にしたサンドイッチや紅茶味のサンドイッチではない。

## 概要
白パン、ライ麦パンに、ハーブを用いたクリームチーズなどのフィリングを挟んだサンドイッチである。アフタヌーンティーに出されるケーキやスコーンとの調和を考えて、具も味もシンプルなものが多い。キュウリ、サーモン、ローストビーフが代表的な具材である。
サンドイッチに使用するパンは薄ければ薄いほど上品とされる。4分の1インチ（約6.3ミリメートル）以下の厚さにスライスしたパンを使用する。提供する際には一口で食べられる3センチメートル程度のサイズにカットするのが基本である。
カトラリー（フォークやナイフ）を使わずに指でつまんで食べる。なお、その際には、右手はティーカップを持つため、ティーカップを汚さないように左手でサンドイッチや菓子を持つのが作法である。

## 歴史
アフタヌーンティーは1930年頃のイギリスで始まった習慣であるが、当時のイギリス上流階級は朝食の時間が早く、夕食の時間が遅かったために、空腹を満たす意味合いもあってアフタヌーンティーにサンドイッチが添えられるようになった。
サイズが小さいことや具材がシンプルなことは当時の上流階級の女性向けであったことと、上述のように間食であることに起因すると考えられている。

## 参考書籍
- 藤枝理子『英国式アフタヌーンティーの世界: 国内のティープレイスを訪ねて探る、淑女紳士の優雅な習慣』誠文堂新光社、2021年。ISBN 978-4416620137。